# 萨比娜·瓦尔布萨
萨比娜·瓦尔布萨（義大利語：Sabina Valbusa，1972年1月21日—），意大利女子越野滑雪运动员。她曾代表意大利参加1994年、1998年、2002年、2006年和2010年冬季奥林匹克运动会越野滑雪比赛，获得一枚铜牌。